# Luika
Luika är ett vattendrag i Kongo-Kinshasa, ett biflöde till Lualaba. Det rinner genom provinserna Maniema och Tanganyika, i den centrala delen av landet, 1 300 km öster om huvudstaden Kinshasa.